# Adam Karabec
Adam Karabec (* 2. Juli 2003 in Prag) ist ein tschechischer Fußballspieler. Er spielt seit seiner Kindheit für Sparta Prag und kam im Februar 2020 zu seinem ersten Pflichtspiel für die erste Mannschaft. Aktuell ist er an Olympique Lyon ausgeliehen.

## Karriere

### Verein
Karabec begann bei Bohemians Prag 1905 mit dem Fußballspielen, bevor er 2016 zu Sparta Prag wechselte. Am 23. Februar 2020 gab er im Alter von 16 Jahren bei der 0:1-Auswärtsniederlage gegen SK Sigma Olmütz sein Debüt für die erste Mannschaft, als er in der 88. Spielminute für David Moberg Karlsson eingewechselt wurde. Knapp sieben Monate später wurde er von der Zeitung The Guardian als einer der besten jungen Talente seines Jahrgangs ausgezeichnet. Er schoss am 31. Mai 2020 beim 4:1-Auswärtssieg gegen MFK Karviná sein erstes Pflichtspieltor für die erste Mannschaft. Sparta Prag ist einer der größten tschechischen Fußballvereine und so war es nicht verwunderlich, dass sie sich nach der regulären Saison in der Meisterrunde wiederfanden. Dort belegten sie den dritten Platz und qualifizierten sich somit für die UEFA Europa League. In der Gruppenphase trafen Karabec und die seinen auf den OSC Lille, auf den AC Mailand sowie auf Celtic und schieden schließlich nach den Gruppenspielen aus. Karabec kam dabei in fünf von sechs Partien zum Einsatz und fast immer als Einwechselspieler. Bis Ende des Jahres 2020 war er auch aufgrund muskulärer Probleme sowie wegen einer Muskelverletzung nicht immer zum Einsatz gekommen, nach dem Jahreswechsel kam er hingegen regelmäßig zum Einsatz. Sparta Prag wurde schließlich zum Saisonende Vize-Meister.
Als solcher nahmen sie an der zweiten Qualifikationsrunde zur Champions League teil und warfen dort Rapid Wien raus, scheiterten allerdings in der dritten Qualifikationsrunde an der AS Monaco. Adam Karabec und sein Verein bekamen es dann in den Gruppenspielen mit Brøndby IF, dem späteren Finalisten Glasgow Rangers und Olympique Lyon zu tun. In den Gruppenspielen kam er auf drei Partien und spielte als Gruppendritter mit Sparta in der Zwischenrunde der neugegründeten UEFA Europa Conference League weiter, in der Partizan Belgrad Endstation bedeutete. National kam Karabec regelmäßig zum Einsatz, war aber nicht immer Teil der Startelf. Sparta Prag kam in die Meisterrunde und wurde dort Dritter. Zudem erreichten sie das Finale im tschechischen Pokal, mussten sich dort allerdings dem Außenseiter 1. FC Slovácko geschlagen geben. Als Dritter nahmen die Prager an der zweiten Qualifikationsrunde zur Conference League teil, schieden dort allerdings gegen Viking Stavanger aus Norwegen aus. Karabec kam in dieser Saison im Ligaalltag nicht immer zum Einsatz, sondern saß einige Male auf der Bank. Mit seinem Verein wurde er schließlich tschechischer Meister und erreichte mit Sparta Prag erneut das tschechische Pokalfinale, in der allerdings mit einer 0:2-Niederlage gegen den Stadtrivalen Slavia das Double verpasst wurde. Durch den Meistertitel nahm Karabec mit Sparta Prag an der dritten Qualifikationsrunde zur „CL“ teil, in der der FC Kopenhagen allerdings eine Nummer zu groß war. In der Folge konnte man in den Europa-League-Play-offs Dinamo Zagreb ausschalten und schließlich das Achtelfinale erreichen, in der Sparta mit zwei hohen Niederlagen gegen den FC Liverpool ausschied. In den Play-offs hatte Sparta Prag das Hinspiel gegen Dinamo Zagreb mit 1:3 verloren, gewann aber im zweiten Spiel mit 4:1. Im Rückspiel kam Karabec zu einem sechsminütigen Kurzeinsatz. Er gewann in dieser Saison das Double aus tschechischer Meisterschaft und dem nationalen Pokal. Karabec war allerdings mit 10 Startelfmandaten bei 21 Punktspielen aber kein Stammspieler. Beim 2:1-Finalsieg im tschechischen Pokal gegen Viktoria Pilsen kam er auch nicht zum Einsatz.
Zur Saison 2024/25 wechselte Karabec für ein Jahr auf Leihbasis nach Deutschland in die 2. Bundesliga zum Hamburger SV. Unter Steffen Baumgart und dessen Nachfolger Merlin Polzin absolvierte er 31 Zweitligaspiele, in denen er 24-mal in der Startelf stand und drei Tore zum Aufstieg in die Bundesliga beitrug. Der HSV verzichtete jedoch auf das Ziehen der Kaufoption, da seine Leistungen für den aufgerufenen Preis von rund vier Millionen Euro zu inkonstant waren.
Im August 2025 folgte eine weiter Leihe mit Kaufoption zu Olympique Lyon.

### Nationalmannschaft
Karabec ist tschechischer Juniorennationalspieler und spielte für sein Herkunftsland in den Altersklassen U15, U16, U19 und U21. Mit der U21-Nationalmannschaft der Tschechen nahm er an der Europameisterschaft 2021 in Slowenien und Ungarn sowie an der EM 2023 in Rumänien und Georgien teil. Bei beiden Turnieren schied Karabec mit seiner Mannschaft nach der Gruppenphase aus und in beiden Ausgaben kam er in jedem Spiel zum Einsatz.
Karabec gehörte am 7. September 2020 beim Nations-League-Spiel in Olmütz gegen Schottland zum Kader der A-Nationalmannschaft Tschechiens, kam aber nicht zum Einsatz.

## Erfolge
- Tschechischer Meister (2): 2023, 2024 (beide Sparta Prag)
- Tschechischer Pokalsieger: 2024 (Sparta Prag)
- Aufstieg in die Bundesliga: 2025 (Hamburger SV)